# Jovellana sinclairii
Jovellana sinclairii är en toffelblomsväxtart som först beskrevs av William Jackson Hooker, och fick sitt nu gällande namn av Kränzl.. Jovellana sinclairii ingår i släktet Jovellana och familjen toffelblomsväxter. Inga underarter finns listade i Catalogue of Life.

## Bildgalleri

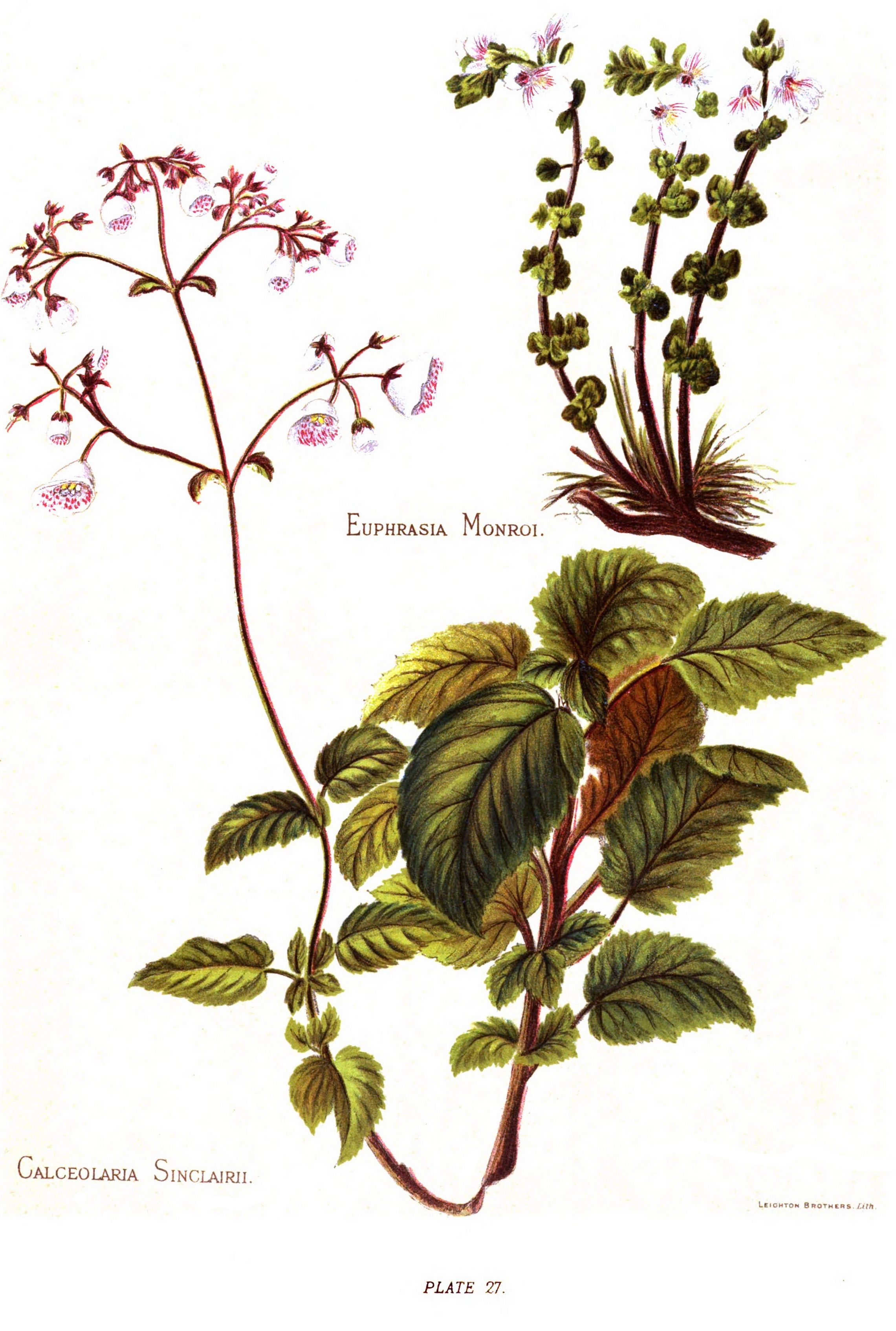